# Campeonato Paulista de Futebol de 1972
O Campeonato Paulista de Futebol de 1972 foi a 32.ª edição do campeonato organizado pela Federação Paulista de Futebol. Teve o Palmeiras como campeão e o São Paulo conquistando o vice-campeonato, com ambos terminando a competição invictos.

## Regulamento
O campeonato começou a ser organizado em abril de 1971, quando o departamento técnico da FPF foi informado oficialmente pelo presidente da entidade sobre o número de clubes que disputariam o "Paulistinha", torneio classificatório para o Paulista de 1972, disputado entre junho e dezembro de 1971.
Além dos cinco clubes considerados "grandes" (Corinthians, Palmeiras, Portuguesa, Santos e São Paulo), que participavam do Campeonato Brasileiro de 1971, a Ponte Preta, que participava da segunda divisão do Brasileiro, ficaram fora do "Paulistinha", automaticamente classificados para a fase decisiva do Paulistão de 1972.
No "Paulistinha", os doze clubes enfrentaram-se em turno e returno, com os seis primeiros garantindo vaga no "Paulistão": Juventus, Ferroviária, América, São Bento, Guarani e XV de Piracicaba. O "Paulistão" foi disputado em dois turnos, com pontos corridos. Não houve rebaixamento.

## "Paulistinha"
| Pos. | Time                | PG | J  | V  | E  | D  | GP | GC | SG  |
| 1    | Juventus            | 31 | 22 | 12 | 7  | 3  | 35 | 21 | 14  |
| 2    | Ferroviária         | 30 | 22 | 9  | 12 | 1  | 22 | 9  | 13  |
| 3    | América             | 26 | 22 | 10 | 6  | 6  | 24 | 17 | 7   |
| 4    | São Bento           | 25 | 22 | 9  | 7  | 6  | 27 | 18 | 9   |
| 5    | Guarani             | 22 | 22 | 8  | 8  | 6  | 24 | 17 | 7   |
| 6    | XV de Piracicaba    | 22 | 22 | 9  | 4  | 9  | 19 | 26 | -7  |
| 7    | Comercial           | 21 | 22 | 7  | 7  | 8  | 28 | 26 | 2   |
| 8    | Botafogo            | 20 | 22 | 6  | 8  | 8  | 22 | 27 | -5  |
| 9    | Paulista            | 18 | 22 | 7  | 4  | 11 | 22 | 26 | -4  |
| 10   | Portuguesa Santista | 18 | 22 | 6  | 6  | 10 | 20 | 31 | -11 |
| 11   | Marília             | 17 | 22 | 6  | 5  | 11 | 23 | 29 | -6  |
| 12   | Noroeste            | 12 | 22 | 3  | 6  | 13 | 22 | 41 | -19 |

## Primeiro turno
| Pos. | Time             | PG | J  | V | E | D | GP | GC | SG  |
| 1    | São Paulo        | 19 | 11 | 8 | 3 | 0 | 21 | 3  | 18  |
| 2    | Palmeiras        | 19 | 11 | 8 | 3 | 0 | 20 | 6  | 14  |
| 3    | Santos           | 15 | 11 | 7 | 1 | 3 | 16 | 12 | 4   |
| 4    | Corinthians      | 13 | 11 | 5 | 3 | 3 | 19 | 7  | 12  |
| 5    | Guarani          | 10 | 11 | 4 | 2 | 5 | 6  | 11 | -5  |
| 6    | Ferroviária      | 10 | 11 | 4 | 2 | 5 | 11 | 18 | -7  |
| 7    | Portuguesa       | 9  | 11 | 2 | 5 | 4 | 12 | 12 | 0   |
| 8    | Juventus         | 9  | 11 | 3 | 3 | 5 | 12 | 15 | -3  |
| 9    | Ponte Preta      | 9  | 11 | 2 | 5 | 4 | 10 | 13 | -3  |
| 10   | América          | 8  | 11 | 2 | 4 | 5 | 10 | 15 | -5  |
| 11   | São Bento        | 8  | 11 | 3 | 2 | 6 | 8  | 16 | -8  |
| 12   | XV de Piracicaba | 3  | 11 | 0 | 3 | 8 | 4  | 21 | -17 |

## Segundo turno

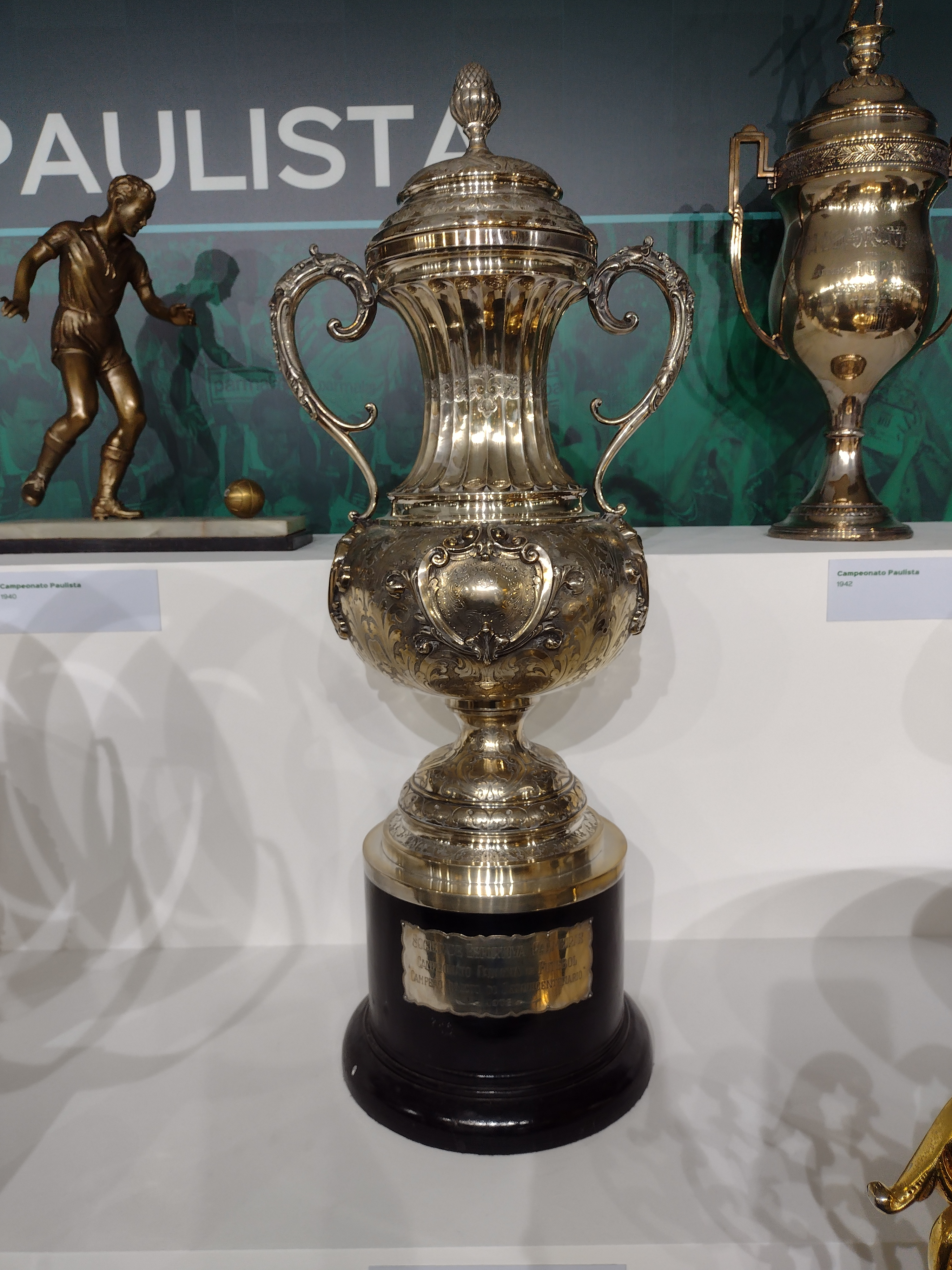
Troféu do Campeonato Paulista de 1972

| Pos. | Time             | PG | J  | V  | E  | D  | GP | GC | SG  |
| 1    | Palmeiras        | 37 | 22 | 15 | 7  | 0  | 33 | 8  | 25  |
| 2    | São Paulo        | 36 | 22 | 14 | 8  | 0  | 32 | 7  | 25  |
| 3    | Santos           | 29 | 22 | 14 | 1  | 7  | 31 | 21 | 10  |
| 4    | Corinthians      | 28 | 22 | 10 | 8  | 4  | 28 | 10 | 18  |
| 5    | Portuguesa       | 23 | 22 | 8  | 7  | 7  | 31 | 25 | 6   |
| 6    | Guarani          | 22 | 22 | 8  | 6  | 8  | 16 | 22 | -6  |
| 7    | Ponte Preta      | 21 | 22 | 5  | 11 | 6  | 19 | 20 | -1  |
| 8    | Juventus         | 16 | 22 | 5  | 6  | 11 | 24 | 34 | -10 |
| 9    | América          | 15 | 22 | 5  | 5  | 12 | 19 | 28 | -9  |
| 10   | São Bento        | 15 | 22 | 4  | 7  | 11 | 16 | 29 | -13 |
| 11   | Ferroviária      | 14 | 22 | 5  | 4  | 13 | 18 | 37 | -19 |
| 12   | XV de Piracicaba | 8  | 22 | 1  | 6  | 15 | 10 | 36 | -26 |

## Jogo do título
O jogo decisivo foi disputado em 3 de setembro, no Estádio do Pacaembu, entre Palmeiras e São Paulo. O Palmeiras tinha vantagem de um ponto e precisava apenas de um empate. O placar de 0 a 0 levou o título ao Parque Antártica, porém o São Paulo também terminou o campeonato invicto, um feito inédito nos campeonatos promovidos pela Federação Paulista, que até hoje não foi igualado.
Foi o primeiro título estadual palmeirense desde 1966, e o clube ainda impediu, pela terceira vez na história, que o São Paulo conquistasse o tricampeonato paulista (isso já tinha ocorrido em 1947 e 1950 e ainda se repetiria em 1993).
| 3 de setembro de 1972 | Palmeiras | 0–0           | São Paulo | Estádio do Pacaembu, São Paulo, SP                         |
| Histórico             |           | Ficha técnica |           | Público: 41 812 Renda: Cr$ 352 838 Árbitro: Oscar Scolfaro |

| G               |  | Leão             |                 |
| LD              |  | Eurico           |                 |
| Z               |  | Luís Pereira     |                 |
| Z               |  | Alfredo Mostarda |                 |
| LE              |  | Zeca             |                 |
| V               |  | Dudu             | Substituído     |
| M               |  | Ademir da Guia   |                 |
| M               |  | Leivinha         |                 |
| A               |  | Edu Bala         | Substituído     |
| A               |  | César            |                 |
| A               |  | Nei              |                 |
| Substituições:  |  |                  |                 |
| M               |  | Madurga          | Entrou em campo |
| A               |  | Fedato           | Entrou em campo |
| Treinador:      |  |                  |                 |
| Oswaldo Brandão |  |                  |                 |

| G              |  | Sérgio            |                 |
| LD             |  | Forlán            |                 |
| Z              |  | Samuel            |                 |
| Z              |  | Arlindo           |                 |
| LE             |  | Gilberto          |                 |
| V              |  | Édson Cegonha     |                 |
| M              |  | Pedro Rocha       |                 |
| M              |  | Paulo             |                 |
| A              |  | Terto             |                 |
| A              |  | Toninho Guerreiro | Substituído     |
| A              |  | Paraná            | Substituído     |
| Substituições: |  |                   |                 |
| A              |  | Zé Carlos         | Entrou em campo |
| A              |  | Wilton            | Entrou em campo |
| Treinador:     |  |                   |                 |
| Alfredo Ramos  |  |                   |                 |

| Campeão Paulista de 1972 |
| ------------------------ |
| Palmeiras (16º título)   |